# ترمونت واترز
ترمونت واترز (انگلیسی: Tremont Waters؛ زادهٔ ۱۰ ژانویهٔ ۱۹۹۸) بازیکن بسکتبال اهل ایالات متحده آمریکا است.
از باشگاه‌هایی که در آن بازی کرده‌است می‌توان به بوستون سلتیکس اشاره کرد.